# 默里 (紐約州)
默里（英語：Murray）是一個位於美國紐約州奧爾良縣的鎮。

## 人口
根據2020年美國人口普查的數據，默里的面積為80.55平方千米，當中陸地面積為80.44平方千米，而水域面積為0.10平方千米。當地共有人口4796人，而人口密度為每平方千米60人。